# Edwin Klintin
Anders Edwin Klintin, född 15 februari 1870 i Nässjö, död 1 juni 1942 i Stockholm, var en svensk företagare.
Edwin Klintin var son till trävaruhandlaren Martin Edward Klintin. Efter mogenhetsexamen i Jönköping 1889 genomgick han Göteborgs handelsinstitut. År 1890 anställdes Klintin vid Stora Kopparbergs Bergslags AB och utsågs 1900 till chef för dess kontor i London. Åren 1908–1912 var han intendent och chef för Bergslagets utländska järn- och stålförsäljningsavdelning i Falun. 1912 utsågs Klintin till vice disponent, och 1913–1916 var han VD för bolaget, i vars styrelse han även invaldes. Därefter levde han som privatperson i Stockholm. Han kom dock att tas i anspråk på olika håll i näringslivet, förutom posten som styrelseledamot i Bergslaget var han även styrelseledamot i Söderfors bruks AB, Västerdalälvens kraft AB med flera bolag samt i svenska handelskammaren i London 1906–1907. Från 1931 och fram till sin död var Klintin VD för det svenska bolaget Bashuff, som ägde aktierna i det turkiska bolaget Basta, vilket i sin tur för Sandvikens Jernverks AB:s och Avesta Jernverks AB:s räkning förvaltade kromgruvföretag i Turkiet. På grund av sin kunskap om skogsindustriella frågor utsågs Klintin 1919 till sakkunnig för en utredning rörande statlig träförädling och 1920 för en utredning rörande Domänverkets omorganisation. Edwin Klintin är begravd på Nässjö gamla kyrkogård.